# 大空の恐怖 (コナン・ドイルの小説)
『大空の恐怖』（おおぞら の きょうふ、英: The Horror of the Heights）は、サー・アーサー・コナン・ドイルによる短編ホラー小説。1913年、ストランド・マガジンに掲載された。

## ストーリー
物語は、ウィジーハムの農場の片隅で発見された血まみれのノートを通して語られる。このノートはジョイス＝アームストロングによって書かれたもので、最初の2ページと最後のページが欠落している。したがって、このノートは「ジョイス＝アームストロング断簡」と呼ばれている。
勇敢なパイロットであるジョイス＝アームストロングは、現在の高度到達記録である30,000フィートを破ろうとした一部のパイロットの死に興味を持っていた。最近の事例には奇妙な死も含まれており、ヘイ・コナーは着陸後に飛行機に乗ったまま死亡し、もう一人のマートゥルは頭部が欠けた状態で発見された。ジョイス＝アームストロングは、これらの死は彼が「空のジャングル」と呼ぶものが原因かもしれないと推測していた。
大気圏上層にはたくさんのジャングルがある。 […] ひとつは、フランス南西部のポーからビアリッツの上空に広がっている。もうひとつのほうはわたしが今これを記している場所、ウィルトシャーの自分の家の真上にある。確信はないが、三つめがホンブルクとヴィースバーデンの上空にあるのではないかと思う。
ジョイス＝アームストロングは単葉機で高度40,000フィートまで上昇し、3つの隕石に直撃されそうになった。そのとき、彼は自分の推測が正しかったことを知った。空のジャングルの生態系が大気圏の高層全体に存在し、巨大なゼラチン状の半固体の生物が生息しているのであった。外面的にはクラゲやヘビに似た動物の群れをくぐり抜けた後、ジョイス＝アームストロングは見た目がもっとしっかりしていて嘴と触手を持った不定形の生き物に襲われ辛くも逃げ出した。その後、彼は地上に戻ることが出来た。
飛行士は発見の証拠を持ち帰るために再び空のジャングルに行くと書いているが、最後の一文を除いて断簡はここで終わっている。
4万3千フィート。わたしはふたたび地表を見ることはないだろう。飛行機の下に3体いる。主よお力を。こんなむごい死を受け入れなくてはならないとは。
その後、ジョイス＝アームストロングは行方不明となり、彼の単葉機の残骸はノートが見つかった場所から2・3マイル離れたケントとサセックスの境界で発見された。

## 出版
本作が収録された最も古い短編集は1918年にジョン・マレーより出版された『Danger! and Other Stories』である。

## 日本語訳
- 『ドイル全集 第4巻(世界文学大全集)』大木惇夫訳、「高空の恐怖」として収録、改造社 1932年 全国書誌番号:47032732
- 『新潮文庫 ドイル傑作集 第5 (恐怖編)』延原謙訳、新潮社 1960年 全国書誌番号:56014083
  - 『新潮文庫 45刷改版 ドイル傑作集 3 (恐怖編)』延原謙訳、新潮社 2007年 ISBN 978-4-102-13413-9
- 『壁の中のアフリカ (世界の名作怪奇館 7 (SF編))』福島正実訳、講談社 1970年 全国書誌番号:45008825
- 『鏡にうかぶ影 (講談社青い鳥文庫Kシリーズ 2)』那須辰造訳; 朝倉めぐみ絵、講談社 1996年 ISBN 978-4-062-66002-0
- 『ドイル傑作選 2 (ホラー・SF篇)』北原尚彦、西崎憲編、翔泳社 2000年 ISBN 978-4-881-35739-2
- 『北極星号の船長 (創元推理文庫 ドイル傑作集 2)』北原尚彦訳、東京創元社 2004年 ISBN 978-4-488-10111-4
- 『死んだら飛べる (竹書房文庫)』西崎憲訳、竹書房 2019年 ISBN 978-4-8019-2011-8